# Чонбури (град)
Чонбури (на тайски: ชลบุรี) е столицата на провинция Чонбури в Тайланд. Намира се на около 100 км югоизточно от Банкок, на брега на Тайландския залив. Името на града означава „град от вода“. 
Има статут на град от 1935 година.